# Conus poulosi
Conus poulosi é uma espécie de gastrópode do gênero Conus, pertencente à família Conidae.